# Demomaqueta II
Demomaqueta II es la segunda maqueta de la banda española de heavy metal Sphinx y fue lanzada de manera independiente en formato de disco compacto en el año 1997.

## Lista de canciones
| N.º   | Título                      | Escritor(es)                        | Duración |  |
| 1.    | «La tierra del mal»         | Manuel Rodríguez                    | 7:26     |  |
| 2.    | «Hijos del horror»          | Manuel Rodríguez                    | 5:12     |  |
| 3.    | «Mundo oscuro»              | Pérez/Botaro/Rodríguez/Delgado/Bala | 4:36     |  |
| 4.    | «Mentiras»                  | Manuel Rodríguez                    | 4:58     |  |
| 5.    | «Nostalgia» (en vivo, 1995) | Navarro/Díaz/Rodríguez              | 5:10     |  |
| 27:22 |                             |                                     |          |  |

## Créditos
- Manuel Rodríguez — voz y teclados.
- Julio Pérez — guitarra.
- Justi Bala — guitarra.
- Fernando S. Botaro — bajo.
- Carlos Delgado — batería.